# Ptarmigan Peak
Ptarmigan Peak är en bergstopp i Kanada.   Den ligger i provinsen Alberta, i den centrala delen av landet, 3 000 km väster om huvudstaden Ottawa. Toppen på Ptarmigan Peak är 3 035 meter över havet. Ptarmigan Peak ligger vid sjön Zigadenus Lake.
Terrängen runt Ptarmigan Peak är bergig västerut, men österut är den kuperad.Trakten runt Ptarmigan Peak är nära nog obefolkad, med mindre än två invånare per kvadratkilometer.. Närmaste större samhälle är Lake Louise, 10,5 km sydväst om Ptarmigan Peak. 
Trakten runt Ptarmigan Peak består i huvudsak av gräsmarker.